# Odezia atrata
Pour l’article homonyme, voir Ramoneur.
Genre
Espèce
Le Ramoneur (Odezia atrata) est une espèce de lépidoptères (papillons) de la famille des Geometridae et de la sous-famille des Larentiinae. C'est la seule espèce de son genre Odezia (monotypique).

## Description
Ce petit papillon est entièrement noir, il vire cependant au brun sombre avec l'âge à l'exception des marges externes blanches des ailes antérieures.
Il vole de jour entre mai et juillet dans les lieux herbus.
Les chenilles sont vertes avec des bandes dorsales plus sombres. Les plantes hôtes sont de petites ombellifères.
En France, il se rencontre dans le nord et le centre, devient montagnard au sud.

## Taxonomie
En Europe c'est la seule espèce du genre Odezia. On distingue cependant deux sous-espèces :
- Odezia atrata atrata (Linnaeus, 1758)
- Odezia atrata meridionalis Reisser, 1935